# Franchesse
Franchesse är en kommun i departementet Allier i regionen Auvergne-Rhône-Alpes i de centrala delarna av Frankrike. Kommunen ligger  i kantonen Bourbon-l'Archambault som ligger i arrondissementet Moulins. År 2022 hade Franchesse 465 invånare.

## Befolkningsutveckling
Antalet invånare i kommunen Franchesse
Referens: INSEE